# 하녀들 (희곡)

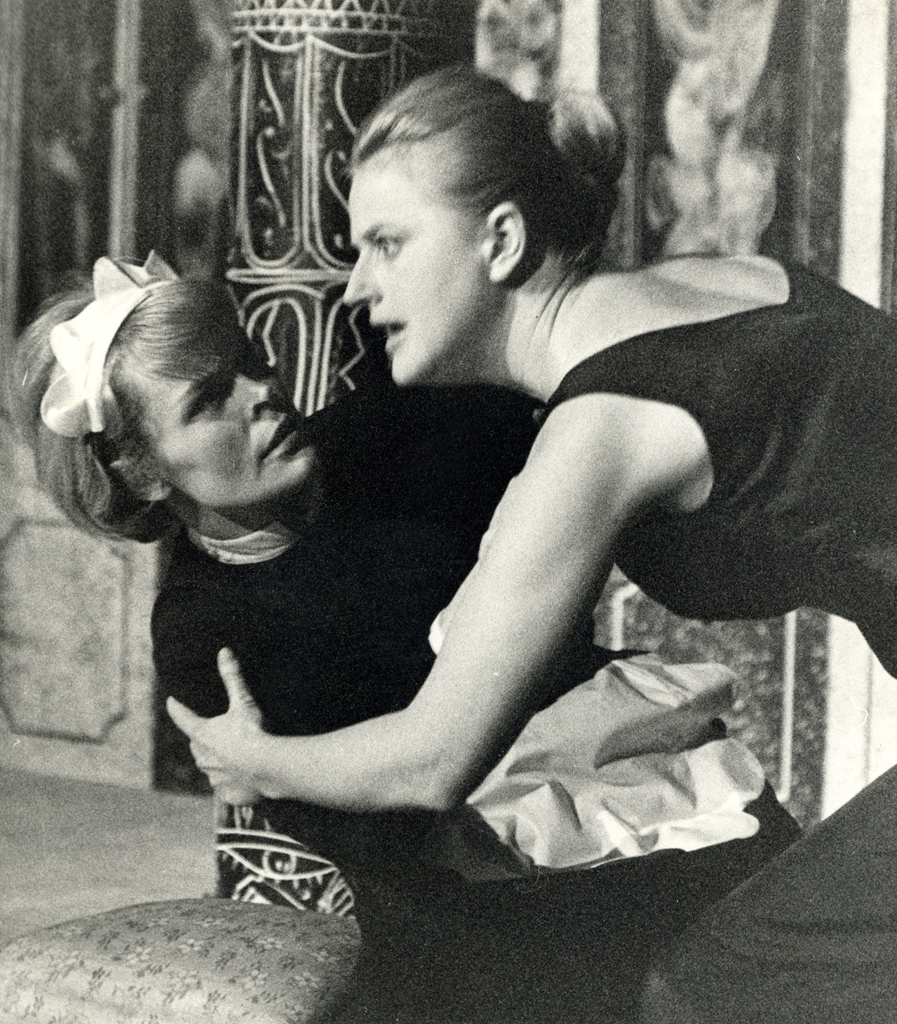
1969년 연극

《하녀들》(프랑스어: Les Bonnes)은 프랑스의 극작가 장 주네가 쓴 희곡이다. 루이 주베 감독으로, 1947년 4월 17일 파리 Théâtre de l'Athénée에서 처음 공연되었다.
장 주네의 첫 희곡 ＜하녀들＞은 전 세계를 충격에 빠트린 ‘파팽 자매 사건’을 모티프로 했다. 이 사건은 발생 직후부터 사르트르와 라캉 등 프랑스 지성계의 비상한 관심을 모았다. 하녀들이 7년간 일한 주인집 모녀를 잔혹하게 살해한 뒤 시신을 심각하게 훼손한 배경을 두고 저마다 다른 해석을 내놓았다. 이때 발표된 문학작품과 비평 가운데 가장 유명한 것이 바로 장 주네의 ＜하녀들＞이다. 주네는 특히 이 사건의 ‘연극성’에 주목했다. 실제 하녀들이 벌이곤 했다는 역할 바꾸기 놀이 자체를 무대에 올린 것이다. 주네는 하녀들이 꿈꾸는 환상과 현실의 심각한 괴리를 보여 주었다. 그리고 이는 결과적으로 계급 문제의 비극성을 선명히 드러냈다. 이 연극은 고도의 상징으로 시적인 힘을 얻으며 어떤 비평적 관점과 해석보다도 강렬하게 대중의 인상에 남았다.
하녀들에 등장한 파팽 자매 사건은 봉준호 감독이 영화 《기생충》 시놉시스 기획 단계부터 참고했다고 밝혔다.

## 줄거리
1933년 프랑스 소도시에서 한 부르주아 가정의 모녀가 하녀들에게 살해된다. ‘파팽 자매’라 불리는 하녀들은 살인이 있기 전까지 그 집에서 7년간 성실히 일해 왔던 것으로 밝혀졌다. 프로이트, 라캉, 사르트르 등 프랑스 지성계가 이 잔혹한 사건의 배경에 관심을 보였다. 주인 모녀를 살해하고 눈알을 파 버린 점, 자매가 동성애 관계였던 점, 살해 동기로 “마담의 피부를 갖고 싶었다”고 증언한 점 등이 사건의 배경에 대한 다양한 분석과 해석을 유도했다. 사르트르는 계급적 관점에서 이 사건을 바라봤고, 라캉은 이 사건으로부터 ‘거울 이론’을 발전시켜 나갔다. 이후 쏟아진 문학작품과 비평이 거의 이 사건의 원인 규명에 치중해 있을 때 장 주네는 이 사건의 연극성에 주목했다. 실제로 하녀들은 마담의 눈을 피해 역할 바꾸기 놀이를 하곤 했다고 증언했고, ＜하녀들＞은 바로 그녀들의 연극 자체를 무대에 올린 연극이었다. 마담에 대한 동경과 원한이 담긴 하녀들의 연극 놀이, 마담의 등장과 함께 전개되는 현실이 극명하게 대비되면서 그녀들의 진정한 비극이 드러나기 시작했다.
클레르와 솔랑주는 마담이 없는 동안 각자 마담과 하녀 역할을 맡아 연극 놀이를 벌인다. 마담에 대한 동경에서 시작되었지만 연극이 거듭될수록 마담과 하녀, 지배자와 피지배자라는 불평등한 계급 관계는 더욱 분명하게 드러날 뿐이었다. 하녀들은 마담이 되어 마담의 권위와 권력에 취하고 그에 비추어 복종해야만 하는 자신들의 처지를 뼈저리게 깨닫는다. 마담의 옷과 장신구를 걸치고 마담의 말투를 흉내 내 보지만 하녀들은 이 모든 것들을 진정으로 가질 수는 없었다. 노력하면 결과가 있어야 하지만 아무리 노력해도 부조리한 권력 관계는 뒤집을 수 없다. 부조리한 채로 지속된다. 하녀들은 이 부조리를 끝내기 위해 마담 독살 계획을 세운다. 몰래 마담이 즐겨 마시는 차에 독을 타고, 마담이 그걸 의심 없이 마셔 주길 기다린다.